# Altenburg (Dolna Austria)
Altenburg – gmina w Austrii, w kraju związkowym Dolna Austria, w powiecie Horn, w regionie Waldviertel. Według Austriackiego Urzędu Statystycznego liczyła 818 mieszkańców (1 stycznia 2014).